# Campeonato de Rugby das Américas de 2009
O Campeonato de Rugby das Américas de 2009 (em inglês: 2009 IRB Americas Rugby Championship) foi a primeira edição desta competição, tendo sido disputada entre os dias 7 de setembro e 17 de outubro. Foi criado para ocupar o lugar do IRB North America 4. A sede foi o Canadá, que contou com diversas cidades recebendo as partidas.
A  Argentina conquistou esta edição inaugural da competição, sendo representada pelo seu segundo selecionado, os Jaguares.

## Regulamento e participantes
A primeira edição da IRB Americas Rugby Championship contou com a participação de seis equipes. Quatro destas eram seleções provinciais canadenses (BC Bears, Ontario Blues, Prairie Wolf Pack e The Rock), além das representações de Argentina e Estados Unidos, que enviaram os seus segundos times para a competição (Jaguares e USA Select XV, respectivamente).
As equipes canadenses disputaram um quadrangular entre si, em turno único, no qual os dois primeiros colocados avançaram na competição, com os próprios fazendo uma das semi-finais (que era também a final local). As seleções estrangeiras entraram direto na semi-final, enfrentando-se na única partida que não foi disputada no Canadá.
Os vencedores das semi-finais disputaram o título desta competição, enquanto os perdedores fizeram a partida pela terceira colocação.

## Jogos do Campeonato de Rugby das Américas de 2009
Seguem-se, abaixo, as partidas realizadas neste evento.

### Quadrangular canadense

#### 1ª rodada
| 7 de setembro de 2009 |         |          |                             |
| Prairie Wolf Pack     | 23 - 31 | The Rock | Calgary Rugby Park, Calgary |
|                       |         |          | Calgary Rugby Park, Calgary |

| 12 de setembro de 2009 |         |               |                          |
| BC Bears               | 29 - 24 | Ontario Blues | Brockton Oval, Vancouver |
|                        |         |               | Brockton Oval, Vancouver |

#### 2ª rodada
| 19 de setembro de 2009 |         |                   |                            |
| Ontario Blues          | 13 - 14 | Prairie Wolf Pack | Fletcher's Fields, Markham |
|                        |         |                   | Fletcher's Fields, Markham |

| 19 de setembro de 2009 |       |          |                                |
| The Rock               | 7 - 8 | BC Bears | Swilers Rugby Park, St. John's |
|                        |       |          | Swilers Rugby Park, St. John's |

#### 3ª rodada
| 26 de setembro de 2009 |        |          |                            |
| Ontario Blues          | 32 - 5 | The Rock | Fletcher's Fields, Markham |
|                        |        |          | Fletcher's Fields, Markham |

| 26 de setembro de 2009 |         |                   |                          |
| BC Bears               | 52 - 14 | Prairie Wolf Pack | Brockton Oval, Vancouver |
|                        |         |                   | Brockton Oval, Vancouver |

##### Classificação final - Quadrangular canadense
| Col. | Equipe            | Partidas | Partidas | Partidas | Partidas | Pontos  | Pontos | Pontos    | Pontos Bônus | Pontos Totais |
| Col. | Equipe            | Jogos    | Vit.     | Emp.     | Der.     | A favor | Contra | Diferença | Pontos Bônus | Pontos Totais |
| ---- | ----------------- | -------- | -------- | -------- | -------- | ------- | ------ | --------- | ------------ | ------------- |
| 1    | BC Bears          | 3        | 3        | 0        | 0        | 89      | 45     | +44       | 2            | 14            |
| 2    | Ontario Blues     | 3        | 1        | 0        | 2        | 69      | 48     | +21       | 3            | 7             |
| 3    | The Rock          | 3        | 1        | 0        | 2        | 43      | 63     | -20       | 2            | 6             |
| 4    | Prairie Wolf Pack | 3        | 1        | 0        | 2        | 51      | 96     | -45       | 0            | 4             |

- Critérios de pontuação: vitória = 4, empate = 2, quatro ou mais tries (bonificação) = 1, derrota por menos de sete pontos (bonificação) = 1.

### Semifinais

#### Final canadense
| 10 de outubro de 2009 |        |               |                          |
| BC Bears              | 12 - 8 | Ontario Blues | MacDonald Park, Victoria |
|                       |        |               | MacDonald Park, Victoria |

#### Disputa internacional
| 10 de outubro de 2009 |         |               |                                  |
| Jaguares              | 57 - 10 | USA Select XV | Glendale Infinity Park, Glendale |
|                       |         |               | Glendale Infinity Park, Glendale |

### Finais

#### Disputa do Bronze
| 17 de outubro de 2009 |         |               |                            |
| Ontario Blues         | 27 - 24 | USA Select XV | Fletcher's Fields, Markham |
|                       |         |               | Fletcher's Fields, Markham |

#### Disputa do Título
| 17 de outubro de 2009 |         |          |                            |
| BC Bears              | 11 - 35 | Jaguares | Fletcher's Fields, Markham |
|                       |         |          | Fletcher's Fields, Markham |